# Passiflora exsudans
Passiflora exsudans je biljna vrsta iz porodice Passifloraceae.